# Chaos Constructions

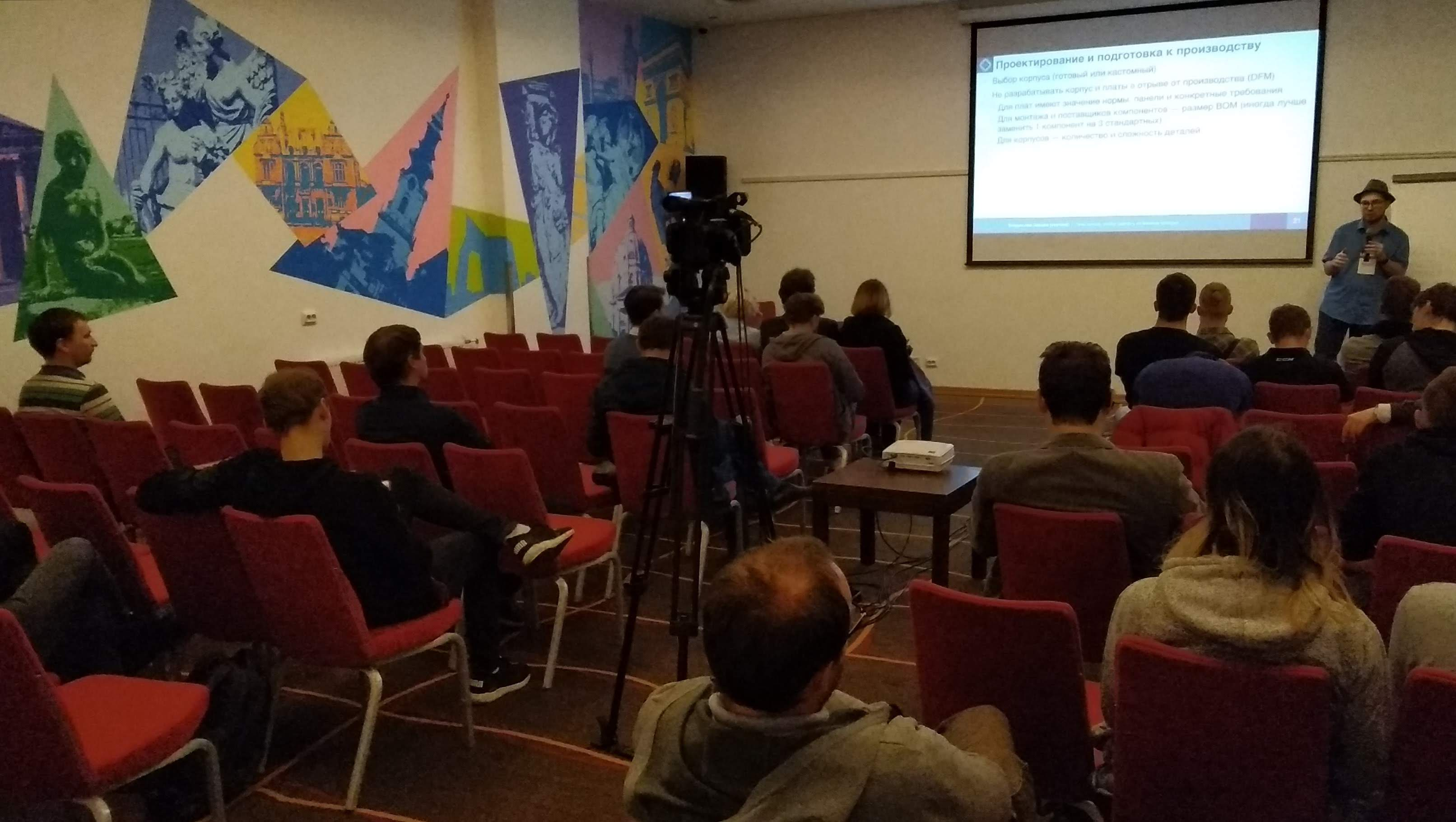
HackConf 2022

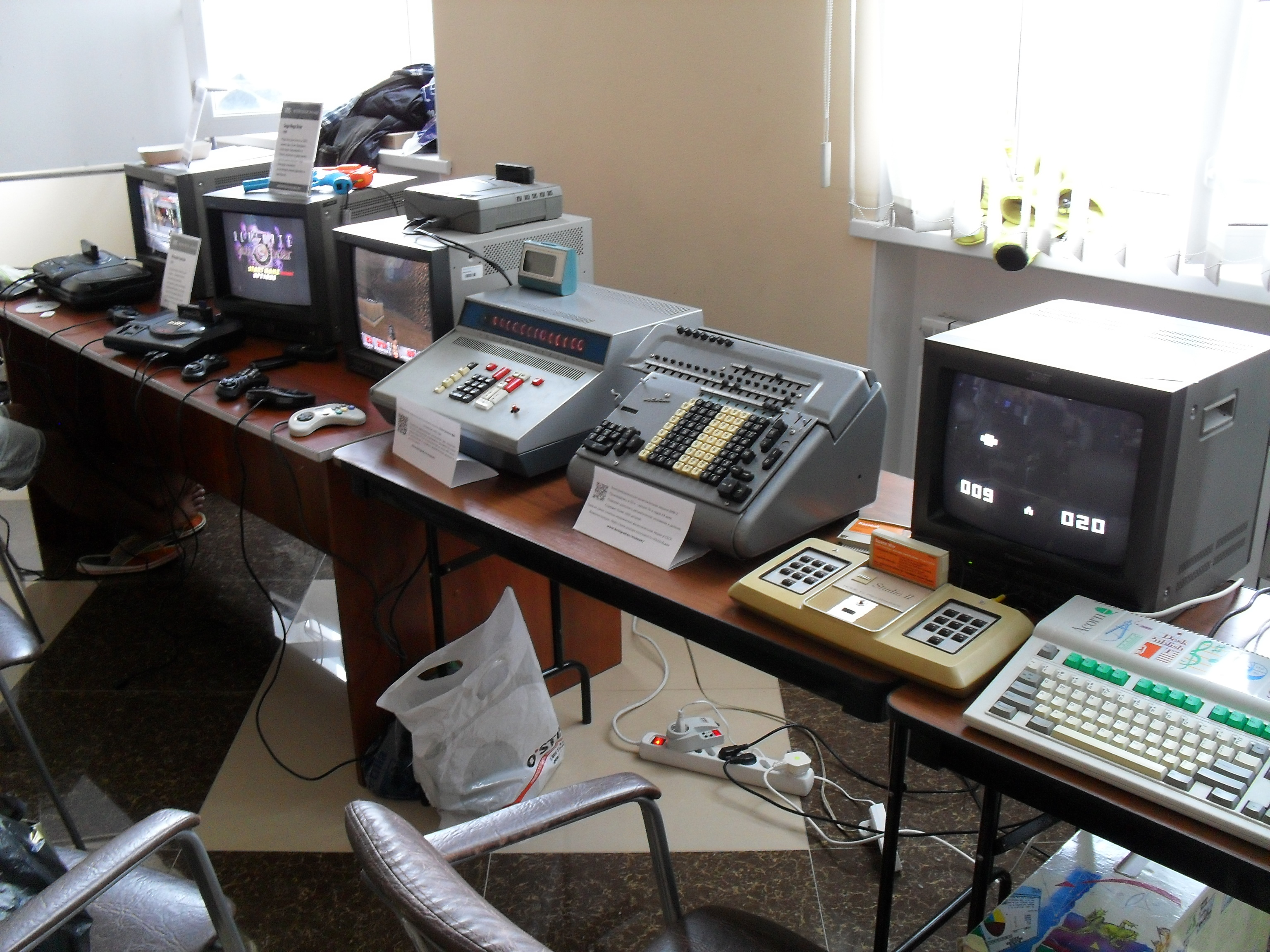
Chaos Constructions 2018: ретрокомпьютинговая выставка, экспонаты рабочие

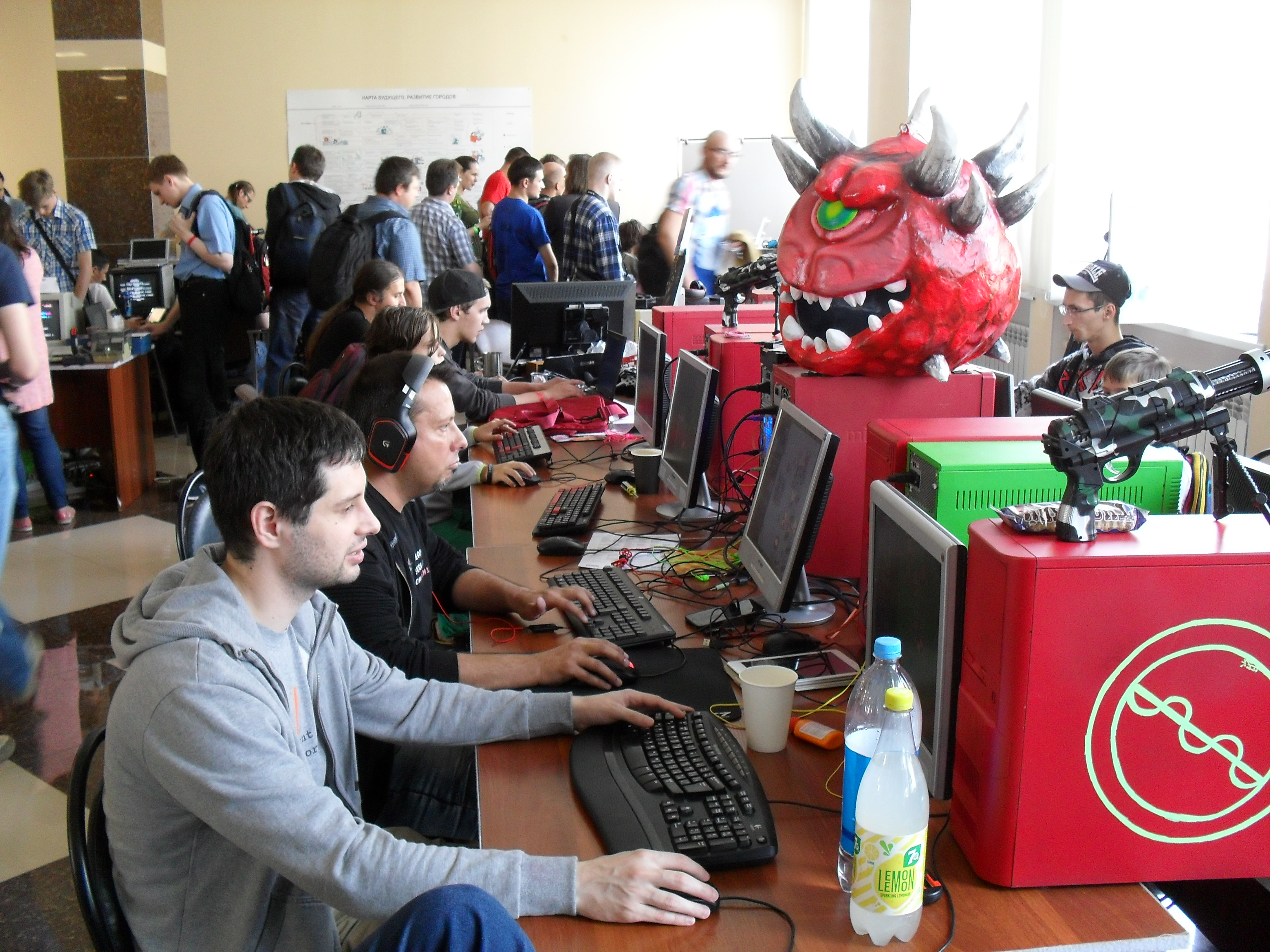
Chaos Constructions 2018: чемпионаты по Doom и другим ретро-играм

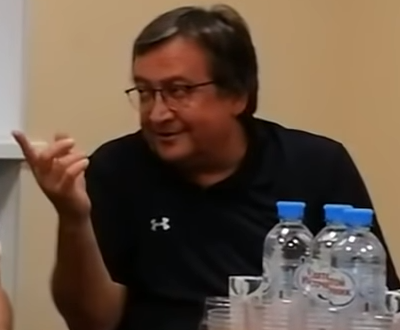
Криптоофицер Западного центра ICANN Дмитрий Бурков выступает на фестивале Chaos Constructions 2018

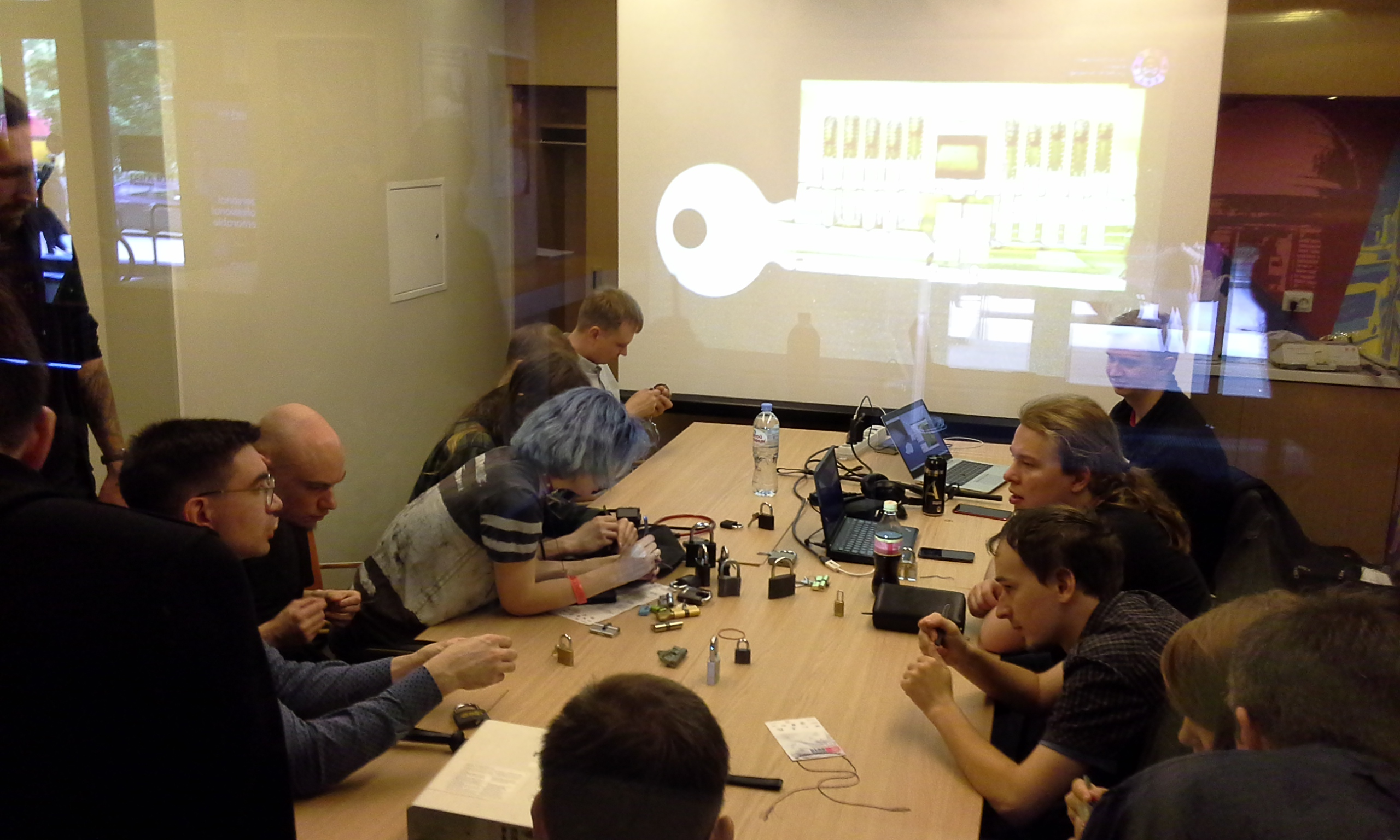
Семинар по взлому замко́в на Chaos Constructions 2019

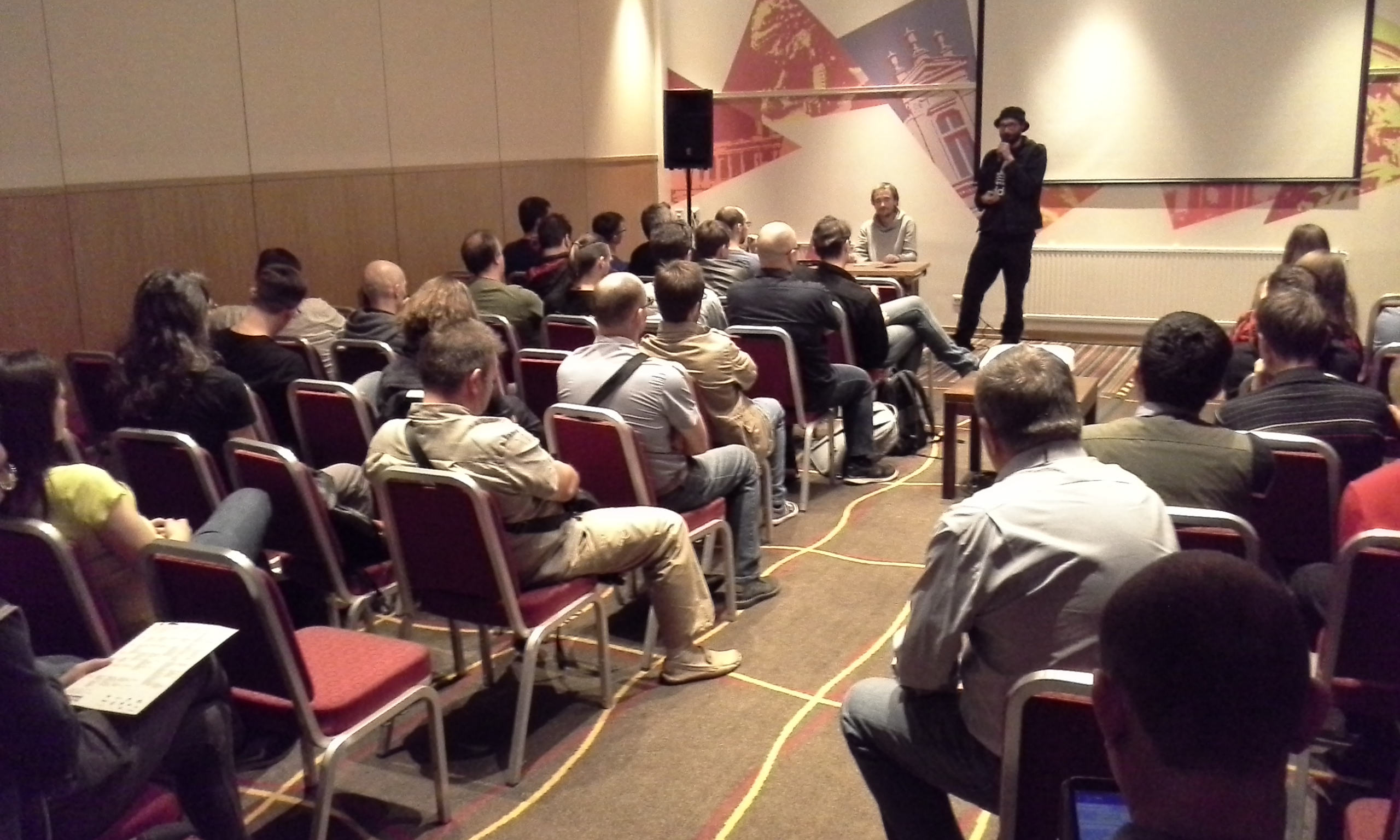
Круглый стол «История русских хакеров на постсоветском пространстве» на Chaos Constructions 2019

Chaos Constructions (CC, англ. «конструкции хаоса») — крупнейший и старейший в России ежегодный фестиваль компьютерного искусства и чемпионат по программированию. Проводится ежегодно в конце августа в Санкт-Петербурге. Впервые прошёл в 1999 году как фестиваль демосцены («демопати») вместо учреждённого в 1995 году фестиваля ENLiGHT, который в 1997 году не выдержал наплыва посетителей и был закрыт. В настоящее время охватывает такие направления как «электроника, интернет вещей, информационная безопасность, DevOps, 3D-графика, разработка игр, электронная музыка, визуализации, AR/VR, роботы и многое другое». Важной частью фестиваля являются творческие конкурсы — как для заранее присланных работ, так и для работ, создающихся непосредственно на фестивале («realtime»). Многие области фестивального творчества относятся к ретрокомпьютингу, но мероприятия последних лет включают в себя доклады и встречи специалистов по новым технологиям, таким как виртуальная реальность и блокчейн. Мероприятие традиционно для демосцены является международным: «демосценеры» со всего мира не только приезжают, но и участвуют в конкурсах, удалённо смотрят видеотрансляции, общаясь в чатах. Проходит в последние выходные августа, участникам разрешается оставаться на ночь.

## История
Традиционно демосцена — это сообщество независимых создателей творческих произведений в сфере компьютерной графики, музыки и связанного с ними компьютерного программирования. Всемирная демосцена ведёт свою историю с конца 1970-х гг., она развивалась и росла по мере распространения домашних ПК — таких как ZX Spectrum, Amiga, Atari и пр. Участники «сцены» обменивались своими произведениями с помощью Фидонета, а также посредством магнитных носителей — для этого существовал специальный формат diskmag (disk magazine, «журнал на дискете»), могли применяться и компакт-кассеты. Со временем «сцена» появилась в странах СНГ, и в 1995 году в Санкт-Петербурге было проведено первое на территории России демопати под названием ENLiGHT, на которое приехало поучаствовать около 150 человек. В последующие два года состоялись ENLiGHT’96 и провалившийся ENLiGHT’97, после чего последовал перерыв.
В 1999 году было решено провести фестиваль под новым именем и на новом уровне. Им стал Chaos Constructions.
С 2006 года фестиваль проводится в формате, близком к формату LAN party.
В 2007 году Chaos Constructions проводился в два этапа: Antique (в конце августа) и HackAround (в конце ноября — начале декабря).
Организатором этих версий фестиваля был Всеволод Потапов.
В 2017 году в рамках фестиваля прошла дополнительная конференция ChaosConf, которая позиционировалась как «конференция по новым компьютерным технологиям и защите компьютерных программ» и «конференция для разработчиков и специалистов по настройке и эксплуатации enterprise-систем». Корреспондент издания TJ так охарактеризовал атмосферу мероприятия: «Аудитория сложилась уникальная: простые миряне + суровые айтишники. Причём, как показала конференция, это не модные хипстеры, а именно серьёзные разработчики на взрослых языках».

## Современность

### Описание
В 2018 году фестиваль прошёл в общественном пространстве «Точка кипения»: тематические секции были распределены по разным помещениям площадки, велась интернет-трансляция. Традиционное время проведения — два последних выходных дня лета (25—56 августа), на ночь фестиваль не прерывается. Несмотря на то, что рабочим языком является русский, были и англоязычные участники, то есть по факту фестиваль является международным (что определяется глобальным характером демосцены). Среди докладчиков представители компаний ИТСК, ЦРПТ, «Одноклассники», Google и др. Представительство фестиваля (как и в 2017 г.) было организовано на другом петербургском IT-мероприятии — Geek Picnic (по характеристике газеты «АиФ», это была площадка «для истинных гиков»). Программу фестиваля дополнили сообщества инди-разработчиков игр с направлением GameDev, показавших свои игры на фестивале, доклады по разработке игр прочли кандидаты в доктора наук Высшей школы экономики. Фестиваль продолжает практику некоммерческой организации, вся прибыль от мероприятия, если таковая есть, пополняет призовой фонд конкурсов, сами организаторы работают на безвозмездной основе.
Фестиваль 2019 года прошёл в гостинице «Пулковская». Мероприятие открыл Ричард Столлман. Резонансным событием фестиваля стал доклад программиста Леонида Евдокимова о масштабной утечке конфиденциальных данных россиян — предположительно, из системы СОРМ.
Пандемия коронавируса оказала негативное влияние на фестиваль, он перестал проводиться, но продолжают проводиться «родственные» мероприятия, такие как «зимняя версия» Chaos Constructions Winter. В 2022 году вместо фестиваля была проведена компьютерная конференция HackConf в той же гостинице «Пулковская». Организаторы сообщили, что «работ на демопати все меньше» и призвали демосценеров загружать свои работы на фестиваль Cafe Party 2022 в Казани.
Организацией современных версий Chaos Constructions, HackConf и смежных мероприятий занимается Наталья Крапкина, также известная по общественной деятельности в области астрономической фотографии.

### Направления
На Chaos Constructions проводятся конкурсы по следующим направлениям:
- Combined
  - 64 КБ intro
  - 16 МБ demo
  - Invitation (приглашение на фестиваль)
- 8-bit
  - 512 байт intro
  - 640 КБ demo
  - ZX Spectrum — AY Music
  - ZX Spectrum — Turbo Sound Music
  - ZX Spectrum — Graphics
- Graphic
  - Handdrawn (рисованная вручную)
  - Photo (цифровая фотография)
  - FreeStyle (свободный стиль)
  - Rendered (рендеринг)
  - Modelling (моделлинг)
  - ASCII art
  - Logo (логотипы сценерских групп)
- Music
  - MP3
  - Multichannel Traditional (в формате XM/IT/S3M/MOD)
  - Multichannel Alternative (в формате XM/IT/S3M/MOD)
  - Chiptune (трекерная компактная музыка)
  - 32 КБ EXE (запускаемая программа)
- Hack / Сети
  - Deface realtime — дефейс сервера, предоставленного посетителям
  - Crack realtime — взлом ПО для разных программных платформ: IBM PC, ZX Spectrum
  - Wi-Fi penetration — проникновение в wi-fi-сеть
  - PGP keysigning — встреча людей, использующих PGP, для подписи ключей друг друга
  - Hack Video — показ обучающих работ, в случае взломов, согласованных с «жертвой»
  - Hack Quest — прохождение многочисленных заданий, затрагивающих различные стороны использования компьютера

Кроме того, во время фестиваля проводятся realtime-конкурсы, проходящие прямо на фестивале ограниченное время.